# Rodrigo Rojas Vade

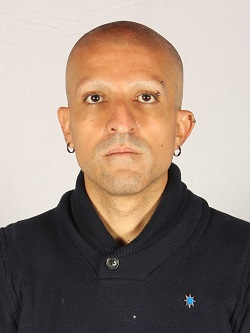
Rojas Vade (2021)

Rodrigo Ernesto Rojas Vade (* 10. Oktober 1983 in Santiago de Chile) ist ein chilenischer Aktivist und Politiker. Von 2021 bis März 2022 war er Mitglied der Verfassunggebenden Versammlung Chiles und war zwischenzeitlich deren Vizepräsident.

## Frühes Leben
Rojas Vade wurde in der chilenischen Hauptstadt Santiago geboren und wuchs im Stadtteil Puente Alto auf. Sein Vater arbeitete als Techniker bei der Compañía de Teléfonos de Chile, seine Mutter war Hausfrau. Schon in jungen Jahren war Rojas Vade vom Theater begeistert und begann nach seinem Schulabschluss, Theater an der Universidad Mayor zu studieren, konnte das Studium allerdings aufgrund von Geldmangel nicht beenden. Deswegen begann er bei LAN Chile als Flugbegleiter zu arbeiten. Später wechselte er zur Fluglinie JetSmart.
Nachdem er ab 2012 mehrfach unter Magenschmerzen litt, wurde er von seinen Ärzten mit einer seltenen Krankheit diagnostiziert. Seiner Familie und seinem Lebenspartner erzählte er jedoch, an Leukämie erkrankt zu sein. Im Zuge der Proteste in Chile 2019 avancierte Rojas Vade zu einem der bekanntesten Protestler des Landes. Er war häufig mit nacktem Oberkörper, Narben, kahlem Kopf und einem Katheter in der ersten Reihe der Proteste zu sehen, sah sich dort oftmals Wasserwerfern und der Chilenischen Polizei direkt gegenüber. Sein zentraler Kritikpunkt waren die zu hohen medizinischen Kosten in Chile. Öffentlich betonte er wiederholt, an Leukämie erkrankt zu sein. Allerdings gab er auch an, sich derzeit nicht in einer Chemotherapie oder anderen Behandlung zu befinden. Dies sorgte für Verwirrung bei Ärzten, wie er über einen längeren Zeitraum ohne Behandlung überleben könne.

## Verfassunggebende Versammlung
Ende 2020 entschloss sich Rojas Vade, an den Wahlen zur Verfassunggebenden Versammlung Chiles teilzunehmen. Er trat für die Lista del Pueblo (deutsch: Volksliste) an, einer unabhängigen, linken Bewegung. Er trat im 13. Wahldistrikt an, der mehrere Kommunen im Süden der Hauptstadt Santiago, unter anderem El Bosque, La Cisterna und Lo Espejo umfasst. Da er 8,4 % der Stimmen erhielt, wurde er als einer der vier Abgeordneten seines Distrikts gewählt. Am 28. Juli 2021 wurde er sogar zum Vizepräsidenten der Versammlung gewählt. Er setzte sich besonders für die Rechte Indigener und sexueller Minoritäten ein. Am 4. September 2021 wurde in einem Zeitungsbericht der Zeitung La Tercera öffentlich bekannt, dass Rojas Vade bei seiner Diagnose gelogen hat und nicht an Leukämie erkrankt ist. Dies sorgte für große Kontroversen innerhalb der Versammlung und der politischen Landschaft Chiles. Tags darauf reichte Rojas Vade seinen Rücktritt als Vizepräsident ein, er blieb aber vorerst noch einfacher Abgeordneter, da nicht klar war, wie sein Platz neu besetzt werden kann. Außerdem wurde er aus seiner Koalition ausgeschlossen. Außerdem begann die Policía de Investigaciones de Chile in dem Fall zu ermitteln. Rojas Vade hatte in seiner offiziellen Vermögensaufstellung angegeben, etwa 27 Millionen Chilenische Pesos Schulden zu haben, die er für eine Chemotherapie benötigt habe.
Am 15. März 2022 schied Rojas Vade offiziell aus der Versammlung aus.